# Чонгради, Ференц
Фе́ренц Чонгра́ди (венг. Csongrádi Ferenc; род. 29 марта 1956, Apácatorna) — венгерский футболист и футбольный тренер, играл на позиции полузащитника. Участник чемпионата мира 1982 года.

## Биография

### Клубная карьера
Чонгради был воспитанником клуба «Видеотон», за который дебютировал осенью 1974 года в матче против клуба «Ференцварош». В составе «Видеотона» он отыграл 13 сезонов, сыграв за команду 315 матчей и забил 24 гола. В 1985 году, в составе «Видеотона» дошёл до финала Кубка УЕФА, в котором венгерский клуб по сумме двух матчей проиграл мадридскому «Реалу».
Покинув «Видеотон», играл за «Дьёр» (1987–1988), «Веспрем» (1988–1989), а завершил карьеру в австрийском «Ламценкирхене».

### Карьера в сборной
Был в заявке сборной Венгрии на чемпионате мира 1982 года, где принял участие в матче со сборной Бельгии; матч закончился со счётом 1:1. Всего за сборную Венгрии сыграл 24 матча, в которых не забил ни одного мяча.

### Карьере тренера
Работал главным тренером клубов «Видеотон» (1995–1996, 1998, 2000–2001), «Шопрон» (1996–1997) и «Газсер» (1999–2000).